# Fausto Zonaro
Fausto Zonaro (Masi prop de Pàdua, 18 de setembre de 1854 – Sanremo, Riviera, 19 de juliol de 1929) fou un pintor italià. Des de la seva infància mostrà les seves aptituds per la pintura, dedicant-se en un principi a l'art decoratiu. Els primers estudis el va fer a Verona, passant més tard a Roma, Nàpols i Venècia on anà perfeccionant-lo. El 1888 passà a París, on assolí un bon èxit amb diversos quadres, entre ells el titulat Concert familiar. Al seu retorn a Itàlia, s'establí a Venècia i el 1891 partí vers Constantinoble, on pintà diverses obres que acabaren de consolidar la seva excel·lent fama de pintor, valguen-li una d'aquestes, El regiment d'Ertogrul en el pont, la protecció del sultà, que l'anomenà pintor de la cort.

## Obra
Els seus primers quadres foren inspirats en escenes de la vida popular napolitana mereixen citar-se entre ells:
Les modistetes», «Primers trons', Tempesta», «Antics amics, (1883).
De la seva estada a Venècia s'han de recordar destaquen «Festa popular del Redemptor», «En el pont de les agulles», «Roses i espines», «Flor del camp», «La cua del diable».
Entre les seves nombres teles pintades a Turquia destaquen: Jove esclau», «L'embarcament, (1892), Interior d'una mesquita», «Cap d'imam, (1893),Escrivents públics», «Berbers ambulants», «El malebidgi», «A la porta del mercat de la droga», «En el pont», «Impressions del pont de la Galata», «Àngel del cementiri, «La mesquita de la sultana Velidé» (1896), «Bairam», (1897). «L'atac» (1898). Iangem Var,el tríptic «El Hammam», «Els dervís Ruffai».
Fou així mateix, bon aquarel·lista, mereixent citar-se entre les obres d'aquest gènere: «La bohèmia», «Oriental», Jove circassià», «Harmonia oriental», «Odalisca.
I entre els seus retrats, també notables, destaquen: els de les seves filles Yolanda i Mafalda,El de la senyora «Baroggi Ciapelli», El de la senyora «Zonaro», el del príncep de Samos, «Madroieni Bei», un d'un religiós i el seu autoretrat.

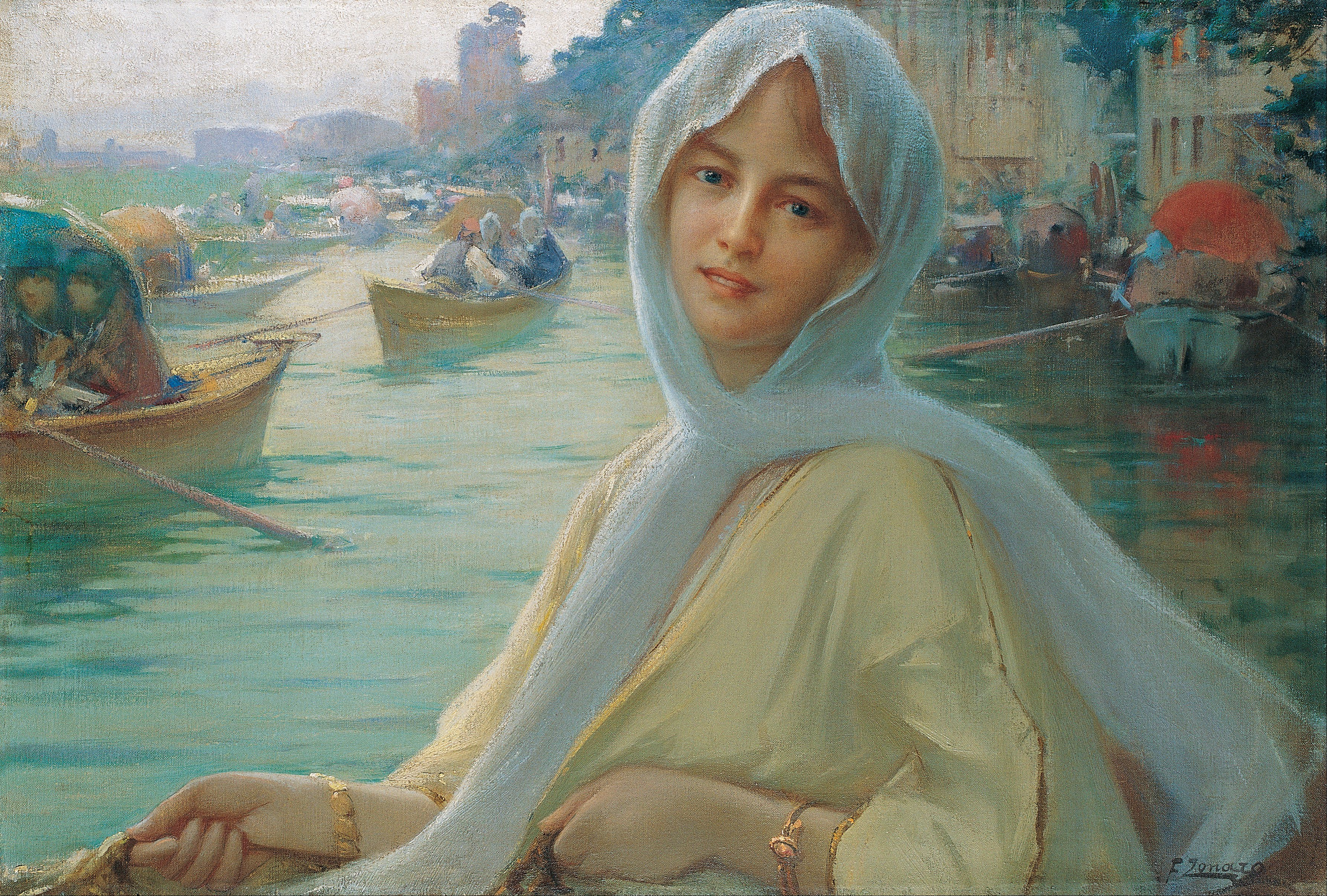
Dona circassiàna
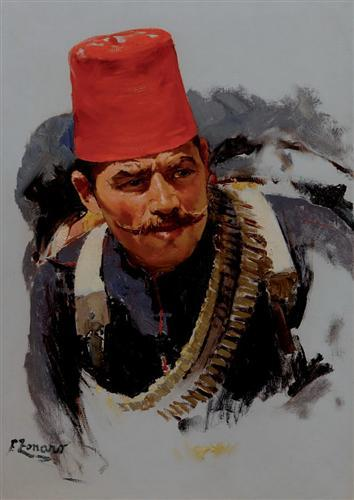
Soldat Turc
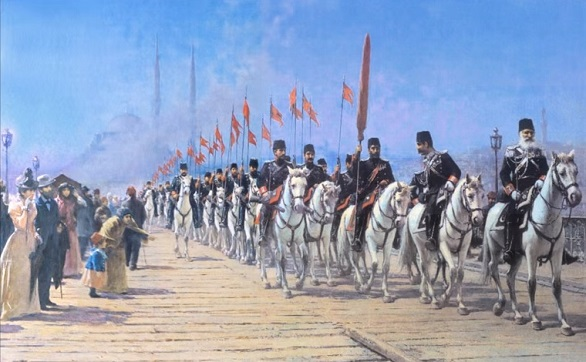
Desfilada de la Cavalleria
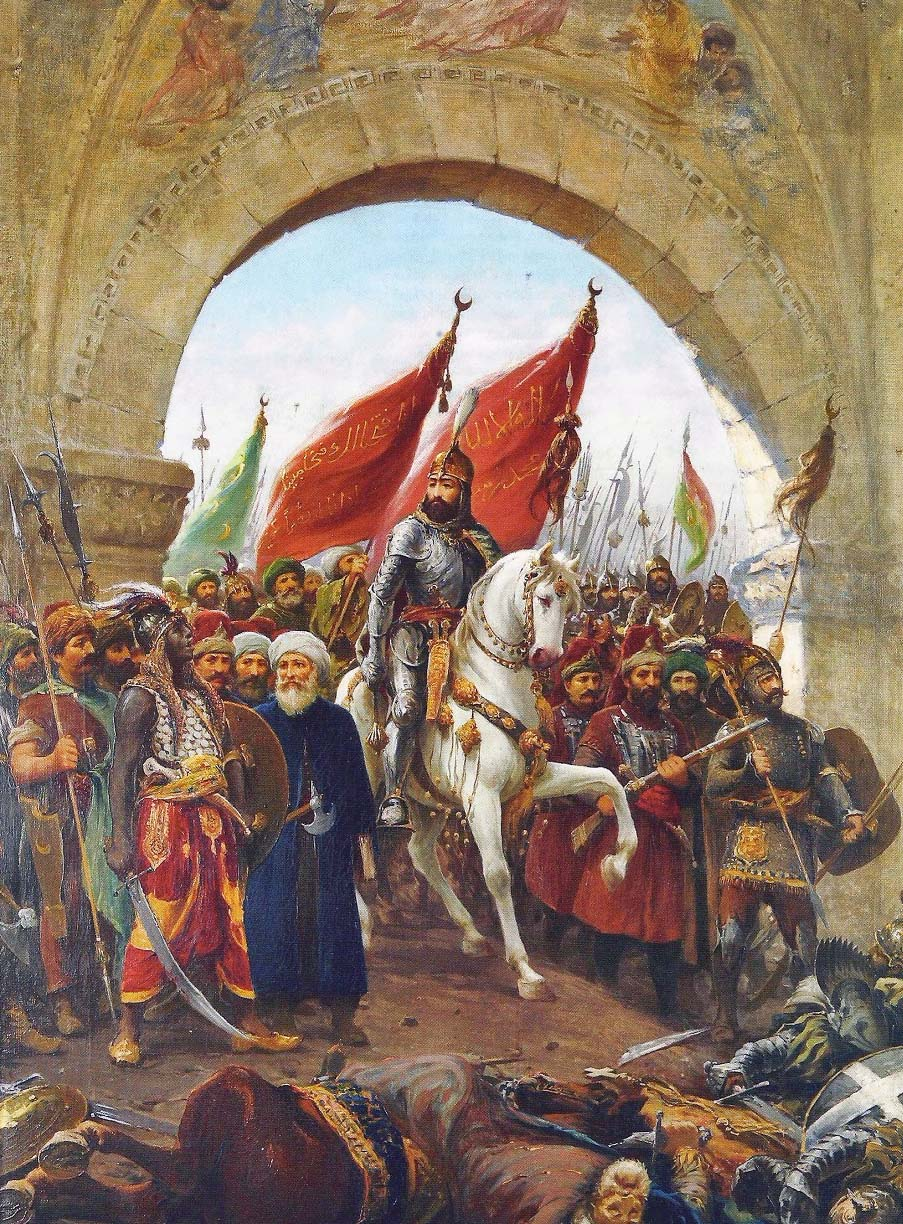
Entrada de Mehmed II a Constantinoble
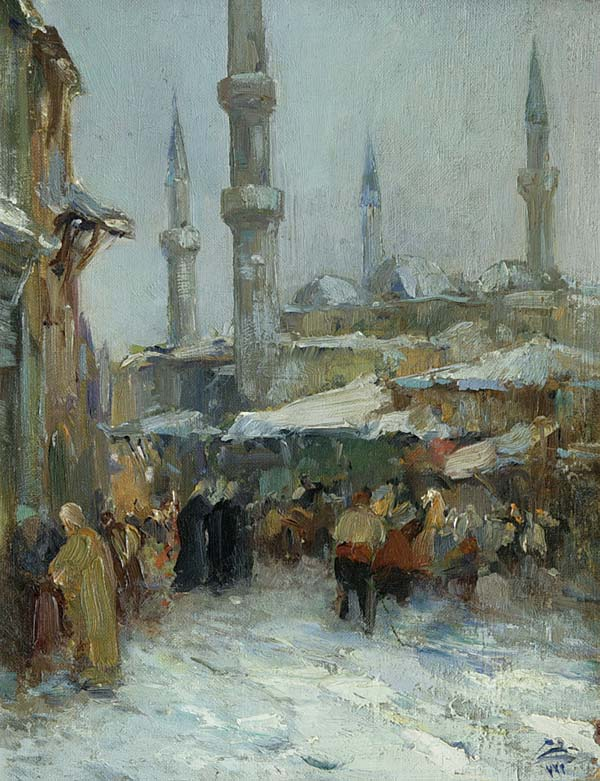
Estanbul a l'hivern
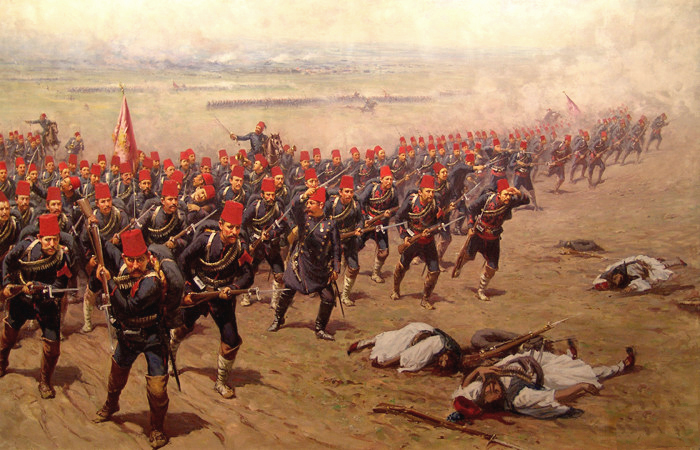
Batalla de Domokos (1897)